# Kateřinice (Morávia-Silésia)
Kateřinice é uma comuna checa localizada na região de Morávia-Silésia, distrito de Nový Jičín‎.